# Bertalan
A Bertalan férfinév az arámi – görög Bartholomaiosz férfinév  latinos Bartholomeus  formájú rövidüléséből származik.  Jelentése: Ptolemaiosz fia.

## Képzett nevek
- Barta:[1] a név régi magyar formájának, a Bartalomnak a rövidülése[3]
- Bartal:[1] a név régi magyar formájának, a Bartalomnak a rövidülése[3]
- Bartó:[1] a név régi magyar formájának, a Bartalomnak  az -ó kicsinyítőképzős rövidülése[3]
- Bartos:[1] a név régi magyar formájának, a Bartalomnak  az -s kicsinyítőképzős rövidülése[3]

## Gyakorisága
Az 1990-es években a Bertalan ritka név volt, a Barta, Bartal, Bartó és Bartos szórványosan fordult elő, a 2000-es években egyik sem szerepel a 100 leggyakoribb férfinév között.

## Névnapok
Bertalan, Barta, Bartal, Bartó, Bartos:
- augusztus 24.[2]

## Idegen nyelvi változatok
- az angolban Bartholomew
- a cseh nyelvben és a horvátban Bartolomej
- görögül Βαρθολομαίος
- a hollandban Bartholomeus, vagy Bartel
- finnül Perttu
- a franciában Barthélemy
- a lengyelben Bartłomiej
- a németben Bartolomäus
- az olaszban Bartolomeo
- oroszul Varfoliomiej
- a portugálban Bartolomeu
- a spanyolban Bartolomé
- svédül Bartolomaios, vagy Bartolomeus

## Híres Bertalanok, Barták, Bartalok, Bartók, Bartosok
- Szent Bertalan apostol
- Bartolomeo d’Alviano (1455–1515) velencei zsoldos kapitány, condottiere
- Andrásfalvy Bertalan etnográfus, művelődési és közoktatási miniszter
- Árkay Bertalan építész
- Bartolomeo de Las Casas Domonkos-rendi szerzetes, a dél-amerikai indiók védelmezője
- Bartholomäus Cassaneus francia jogász, heraldikus
- Bartolomeo Borghesi, a numizmatika tudományának atyja.
- Bartolomeu Dias (1450–1500) portugál hajós, felfedező
- Bicskei Bertalan válogatott labdarúgó, szövetségi kapitány
- Farkas Bertalan űrhajós
- Hatvany Bertalan orientalista, író
- Hock Bertalan orgonaművész
- Luca Bartolomeo Pacioli olasz szerzetes, matematikus
- Papp Bertalan kétszeres olimpiai bajnok kardvívó
- Pór Bertalan Kossuth-díjas magyar festő, főiskolai tanár
- Székely Bertalan festőművész
- Szemere Bertalan politikus
- Sugár Bertalan énekes, jóga oktató
- Bartolomeo Vanzetti (1888–1927) olasz anarchista, a Sacco és Vanzetti-perben halálra ítélték, kivégezték, majd rehabilitálták

## Egyéb
- Bertalan-éj 1572